# Халкалъ (железопътна гара)
Железопътна гара Халкалъ (на турски: Halkalı Tren İstasyonu) е най-западната гара по линията на тунела Мармарай, както и в Истанбул. Разположена е на адрес: квартал „Станция“, 34303 в градска околия Кючюкчекмедже, Истанбул. Тя е собственост на Турските държавни железници. Гарата обслужва и регионални влакове до Одрин, Узункьопрю, Черкезкьой и международни влакове до София, а през лятото има влакове и до Букурещ. Намира се на 27,63 км от жп гара Сиркеджи в Истанбул.
Гарата разполата с терминал за заминаване за всички товарни влакове за Европа и е важен контейнерен терминал, използван от железопътните контейнерни линии IFB, Express Interfracht, Europe Intermodal и Metrans. Планувано е тунелът Мармарай да бъде разширен до Испартакуле, което в бъдеще може да доведе до допълнителни строителни дейности и затваряния. Планирано е до края на 2025 г. гарата да бъде свързана и с Истанбулското метро, което да води до летище „Истанбул“.

## История
Гарата е построена от Румелийската железопътна компания и е пусната в експлоатация на 22 юли 1872 г. Години по-късно е изоставена. На 4 декември 1955 г. е възстановена и електрифицирана от Турските държавни железници и отново пусната в експлоатация. От 1955 до 2013 г. обслужва междуградския влак B1 (Сиркеджи – Халкалъ). През 2013 г. е затворена а през 2019 г. пак е възстановена. На 23 май 2022 г. гарата започва да обслужва железопътната линия Халкалъ – Бахчешехир.

## Галерия
- Сградата на жп гара Халкалъ през 2022 г.
- Схематичен план на жп гара Халкалъ

B1
- Поглед на север към надлеза на обновената жп гара Халкалъ с перон от и за Мармарай през 2019 г.
- Изглед от вертикалните преходни елементи и влакове на гарата с перон от и за Мармарай през 2022 г.
- Гарата (в ляво) и влак (долу в ляво) с перон от и за Мармарай през 2022 г.

B2
- Изглед от перон от и за Бахчешехир през 2022 г.